# Ключ 181
Ключ 181 (иер. 頁) со значением «лист», 181 по порядку из 214 традиционного списка иероглифических ключей, используемых при написании иероглифов. Записывается 9 штрихами.
В словаре Канси под этим ключом содержится 372 иероглифа (из 49 030).

Вид ключа в Цзягувэнь
Вид ключа в Цзиньвэнь
Вид ключа в большой печати Чжуаньшу
Вид ключа в малой печати Чжуаньшу

## Примеры иероглифов
| Доп. черты | Традиционные                                                                        | Упрощенные                 |
| ---------- | ----------------------------------------------------------------------------------- | -------------------------- |
| 0          | 頁                                                                                  | 页                         |
| 2          | 頂 頃 頄                                                                            | 顶 顷                      |
| 3          | 䪱 䪲 項 順 頇 須 頉                                                                | 顸 项 顺 须                |
| 4          | 䪳 䪴 䪵 頊 頋 頌 頍 頎 頏 預 頑 頒 頓 頙                                           | 顼 顽 顾 顿 颀 颁 颂 颃 预 |
| 5          | 䪶 䪷 䪸 䪹 䪺 䪻 䪼 䪽 䪾 頔 頕 頖 頗 領 頚 領                                     | 颅 领 颇 颈                |
| 6          | 䪿 䫀 䫁 䫂 頛 頜 頝 頞 頟 頠 頡 頢 頣 頦 頧 頨 頩 頪 頫 頬                         | 颉 颊 颋 颌 颍 颎 颏       |
| 7          | 䫃 䫄 䫅 䫆 䫇 䫈 䫉 䫊 頤 頥 頭 頮 頯 頰 頱 頲 頳 頴 頵 頶 頷 頸 頹 頺 頻 頼 頽 頻 | 颐 频 颒 颓 颔 颕 颖       |
| 8          | 䫋 䫌 䫍 䫎 䫏 䫐 䫑 䫒 䫓 頿 顀 顁 顂 顃 顄 顅 顆 顇 顈 顉 顊                      | 颗                         |
| 9          | 䫔 䫕 䫖 䫗 䫘 䫙 䫚 䫛 䫜 䫝 頾 顋 題 額 顎 顏 顐 顑 顒 顓 顔 顕                   | 题 颙 颚 颛 颜 额          |
| 10         | 䫞 䫟 䫠 䫡 䫢 䫣 䫤 䫥 䫦 䫧 顖 顗 願 顙 顚 顛 顜 顝 類 類                         | 颞 颟 颠 颡                |
| 11         | 䫨 䫩 䫪 䫫 顟 顠 顡 顢 顣                                                          |                            |
| 12         | 䫬 䫭 䫮 䫯 䫰 䫱 顤 顥 顦 顧 顨                                                    | 颢 颣                      |
| 13         | 䫲 䫳 䫴 顩 顪 顫                                                                   | 颤                         |
| 14         | 顬 顭 顮 顯                                                                         | 颥                         |
| 15         | 䫵 䫶 顰 颦                                                                         |                            |
| 16         | 䫷 顱 顲                                                                            |                            |
| 17         |                                                                                     | 颧                         |
| 18         | 顳 顴                                                                               |                            |

- Примечание: Ваш браузер может отображать иероглифы неправильно.